# Laboratorio de Investigaciones Físicas
Laboratorio de Investigaciones Físicas fue un centro de investigación español creado en 1911 por la Junta para Ampliación de Estudios e Investigaciones Científicas. Era el mejor dotado de los laboratorios de Física de España, y en 1912 nombra director a Blas Cabrera y Felipe (1878-1945), considerado "padre de la física moderna española".
En el Laboratorio de Investigaciones Físicas trabajan físicos y químicos animosos que se organizan en cuatro secciones: Metrología, Electricidad, Espectrografía y Química-Física. Se hace necesario destacar que, además de la importante labor científica investigadora que realizó el físico canario, también fue sobresaliente el grupo de científicos que trabajó a su lado, o en alguna de las secciones del laboratorio. En este aspecto, es difícil encontrar un grupo tan distinguido de personalidades de categoría internacional trabajando en el mismo lugar: Enrique Moles (1883-1953), Julio Palacios (1891-1970), Arturo Duperier (1896-1959), Miguel Ángel Catalán (1894-1957), etc. La pena fue que este enorme esfuerzo de personas de talla descomunal fuera segado por la Guerra Civil (1936-1939).
Para conocer de primera mano las investigaciones que se realizaban en el laboratorio, nos basta leer un documento firmado por Cabrera, hacia 1924, en el que nos hace un perfecto resumen de las mismas: “El Laboratorio de Investigaciones Físicas viene dedicado en estos últimos años a tres órdenes principales de trabajos. 1º Magnetoquímica. Estrictamente para las medidas de las constantes magnéticas de los cuerpos el Laboratorio posee cuanto le es indispensable, pero los resultados obtenidos hasta hoy, algunos (los más importantes pendientes de publicación) indican la conveniencia de realizar paralelamente el estudio magnético de los complejos del grupo del hierro y su análisis estructural con ayuda de los rayos X. (…) 2º Pesos atómicos por métodos fisicoquímicos. 
En este grupo de trabajos las bajas temperaturas son absolutamente necesarias, y como en Madrid no existe facilidad para obtener en el comercio en todo momento ni siquiera el aire líquido, la continuidad indispensable en toda labor de investigación no se puede obtener. (…) 3º Espectroscopia. Los estudios realizados por Catalán han agotado ya la capacidad de nuestro exiguo material espectrográfico (…)”
La labor que se estaba realizando en el laboratorio traspasó nuestras fronteras. La proyección internacional de la ciencia que se hacía en el Laboratorio de Investigaciones Físicas supuso que en 1926 Charles Mendenhall, representante de la International Educational Board —organismo creado por la Fundación Rockefeller— y a la sazón profesor de Física en Wisconsin, escribiera un informe minucioso y halagador para los científicos y las investigaciones que se estaban realizando en el laboratorio dirigido por Cabrera: “No conozco ninguna institución en Estados Unidos en la que se estén realizando tareas comparables en locales tan primitivos y poco eficaces.”
Las carencias del laboratorio iban a ser solucionadas casi de golpe gracias a la Fundación Rockefeller y al Gobierno de España. Después unas largas negociaciones, en 1925 se firmó un preacuerdo entre el Gobierno español y la Junta para Ampliación de Estudios por un lado y la International Educational Board por otro para crear en Madrid un gran centro de investigación de física y química. 
La Fundación aportó unos 400.000 dólares para la creación del que fue un espléndido centro de investigación científica: el Instituto Nacional de Física y Química, inaugurado en 1932.
Una pequeña paradoja: en la actualidad este centro se mantiene con el nombre de Instituto Rocasolano, en honor del que fuera catedrático de Química General de la Universidad de Zaragoza Antonio de Gregorio Rocasolano, que en 1940 ocupó el cargo de vicepresidente del Consejo Superior de Investigaciones Científicas.
- Datos: Q109425419